# Cyclomedusa
Cyclomedusa és un fòssil ediacarià d'aspecte circular, d'afiliació incerta. Al principi, es va creure que era un tipus de medusa. Tenen un diàmetre de poc més de 20 cm.
Cyclomedusa està àmpliament distribuïda en els estrats de l'Ediacarià amb moltes espècies descrites. També s'han trobat en sediments datats de Mayanà (fa 1.000 milions d'anys). Cyclomedusa s'ha trobat a Austràlia, Finnmark (Noruega), Charnwood Forest (Anglaterra), Olenek (Rússia), nord de la Xina, Terranova i altres llocs del món. Cyclomedusa no té parentius coneguts.